# Tetsuya Totsuka
Tetsuya Totsuka (jap. 戸塚 哲也 Totsuka Tetsuya; ur. 24 kwietnia 1961) – japoński piłkarz, reprezentant kraju.

## Kariera klubowa
Od 1979 do 1995 roku występował w klubach: Verdy Kawasaki i Kashiwa Reysol.

## Kariera reprezentacyjna
W reprezentacji Japonii zadebiutował w 1980. W reprezentacji Japonii występował w latach 1980-1985. W sumie w reprezentacji wystąpił w 18 spotkaniach.

## Statystyki
| Reprezentacja Japonii | Reprezentacja Japonii | Reprezentacja Japonii |
| Rok                   | Mecze                 | Gole                  |
| --------------------- | --------------------- | --------------------- |
| 1980                  | 4                     | 0                     |
| 1981                  | 8                     | 0                     |
| 1982                  | 4                     | 3                     |
| 1983                  | 0                     | 0                     |
| 1984                  | 0                     | 0                     |
| 1985                  | 2                     | 0                     |
| Razem                 | 18                    | 3                     |